# التهاب الجلد الأولي بالمكورات البنية
التهاب الجلد الأولي بالمكورات البنية هو التهابٌ جلدي نادرٌ، يحدثُ عادةً بعد تلقيح الجلد من بؤرةٍ مُصابة. :277